# Mas del Moro
El Mas del Moro és una masia al terme municipal de Batea (Terra Alta) inclosa a l'Inventari del Patrimoni Arquitectònic de Catalunya. Per accedir-hi cal circular per la pista de terra d'Algars a Caseres -seguint el traçat del riu- i deixar-la per agafar el camí secundari de la Vall d'Antubés i posteriorment (més o menys 1 km) deixar-la per un altre camí encara més secundari a mà esquerra que puja fins al mas. Petit mas fet de pedra picada amb carreus a les cantonades i obertures. Dues plantes cadascuna d'elles amb accessos independents per mitjà d'una porta adovellada amb arc de mig punt, al pis superior s'accedeix per una escala de pedra exterior. Coberta amb teula a un vessant, té un petit ràfec de lloses de pedra. També hi trobem a pocs metres una petita bassa afonada al terreny amb les seves parets recobertes de pedra picada amb esglaons per baixar.